# Semaeopus punctulifera
Semaeopus punctulifera là một loài bướm đêm trong họ Geometridae.